# Bataille du cap Celidonio
Ne doit pas être confondu avec Bataille du cap Celidonio (1616).
La bataille navale du cap Celidonio est livrée le 20 octobre 1608 en mer Méditerranée orientale, à l'extrémité orientale du golfe d'Antalya, entre la Toscane et l'Empire ottoman.

## La marine toscane

Cosme Ier de Toscane par Il Bronzino

Création du duc de Florence, Cosme Ier, la marine toscane nait en 1547 avec la construction d'une première galère et l'établissement d'une base navale à Portoferraio, sur l'île d'Elbe. Cosme renforce son embryon de flotte avec des achats de bâtiments à l'Espagne ou Venise et engage des équipages grecs, corses, génois ou vénitiens, les Toscans n'ayant pas de traditions navales et donc pas de marins. Les débuts sont difficiles et la petite flotte toscane qui participe modestement aux grandes expéditions navales espagnoles, perd deux navires face aux Turcs lors du désastre de Djerba en 1560.
Cosme Ier réalise rapidement que le recours à des équipages mercenaires n'est qu'un pis-aller et, s'inspirant de l'institution des chevaliers de Malte, il crée sur ce modèle l'ordre des chevaliers de Saint-Étienne qui recrute parmi les jeunes nobles toscans, qui, en contrepartie de bénéfices ecclésiastiques et de privilèges fiscaux, doivent servir en mer pendant trois ans tout en acquérant des connaissances nautiques et militaires. Le prestige de l'ordre attire bientôt des candidats de diverses nationalités, mais la majorité de ses membres restera toscane. L'enthousiasme de Cosme I pour les choses de la mer finit par porter ses fruits : sa flotte participe brillamment à la bataille de Lépante en 1571 et un an plus tard, elle se compose de 11 galères, 2 grosses galéasses, 2 galions et six frégates, sans compter les transports, manœuvrés par des équipages de qualité, emmenés par 100 chevaliers de Saint-Étienne. Cependant, l'arrêt des subsides espagnols indispensables à l'entretien de cette petite armada entraîne une diminution substantielle de cet effectif.
L'œuvre de Cosme Ier se poursuit néanmoins avec le grand-duc Ferdinand I (1587-1609). Les chevaliers de Saint-Étienne, devenus de redoutables coureurs des mers, mènent sous son règne de nombreuses attaques et raids contre les navires barbaresques ou ottomans et remportent la plus belle victoire de leur histoire au cap Celidonio, en s'emparant du convoi d'Alexandrie.

## La bataille
En 1608, Guillaume de Gadagne de Beauregard est nommé général des galères de la flotte du Grand-duché de Toscane. À la fin de l'été, il prend le commandement d'une escadre de 7 navires (4 vaisseaux et 3 galères) avec lesquels il se propose de saisir le riche convoi annuel que les Turcs font partir d'Alexandrie pour Constantinople et qui transporte le tribut d'Égypte.
Le convoi, composé de 42 navires de transport et d'escorte, est surpris par les Toscans à hauteur du cap Celidonio (actuellement Gelidonya). La galère-amirale ottomane est coulée par les bordées du Saint-Jean Baptiste et du Saint-Christophe et la défaite du plus puissant des bâtiments turcs entraîne la fuite éperdue des autres navires. Ils sont poursuivis jusqu'à Famagouste par les vainqueurs, qui s'emparent de 9 d'entre eux ainsi que d'un immense butin et capturent près de 1800 prisonniers. Sur le chemin du retour, Beauregard s'empare encore d'un autre navire chargé de plus de 40 000 écus.
Cette brillante victoire rapporte à la Toscane près d'un million de ducats, soit une somme égale au revenu produit par le Grand-Duché pendant deux ans. En outre, six cents esclaves sont libérés.

## Sources
- (en) Gregory Hanlon, The twilight of a military tradition : Italian aristocrats and European conflicts, 1560-1800, Londres, UCL Press, 1998, 371 p. (ISBN 978-0-203-02317-4 et 978-0-203-22815-9)
- Jacopo Riggucio Galluzi, Histoire du Grand Duché de Toscane sous le gouvernement des Médicis page 503 et suivantes consultable en ligne ici